# Émile Mangiapan
Émile Mangiapan, né le 4 mai 1925 à Cannes et mort le 2 juin 2007 à Piégut-Pluviers, est un peintre français.
Sa palette colorée s'inspire des couleurs des fauvistes. Ses sujets principaux furent le jazz, la danse et le cirque.

## Biographie
Né à Cannes dans une famille où l'art est partout présent, Émile Mangiapan sera aidé par son père, le peintre Félix-Pierre Mangiapan, dans sa future vocation. Diplômé des Beaux-Arts de Strasbourg en 1949, Il part pour Paris peindre place du Tertre où il rencontre Léautaud, Cocteau, Sartre, Vian, Utrillo, Gen Paul, Genin et Moretti.
Peintre itinérant, il vivra toujours de sa création artistique. De 1969 à 1976, il enseigne l'anatomie artistique aux Beaux-Arts de Lille. Fixé les dernières années de sa vie en Dordogne, à Piégut-pluviers, où il deviendra une figure locale. C'est ici que sa production sera la plus importante, loin de toute influence artistique, coloriste et dessinateur né, il fait chanter formes et couleurs qui créent le mouvement. De l'expression à l'abstraction, sa théorie est de magnifier le geste: "La distorsion créant, d'après lui, l'expression dans son extrême".
Passionné de jazz il trouvera dans cet art musical sa principale inspiration. Il crée le mouvement par des formes suggérées et l'emploi de couleurs contrastées.